# 圖奧爾斯巴赫河
46°37′53″N 9°44′26″E / 46.63137°N 9.74062°E

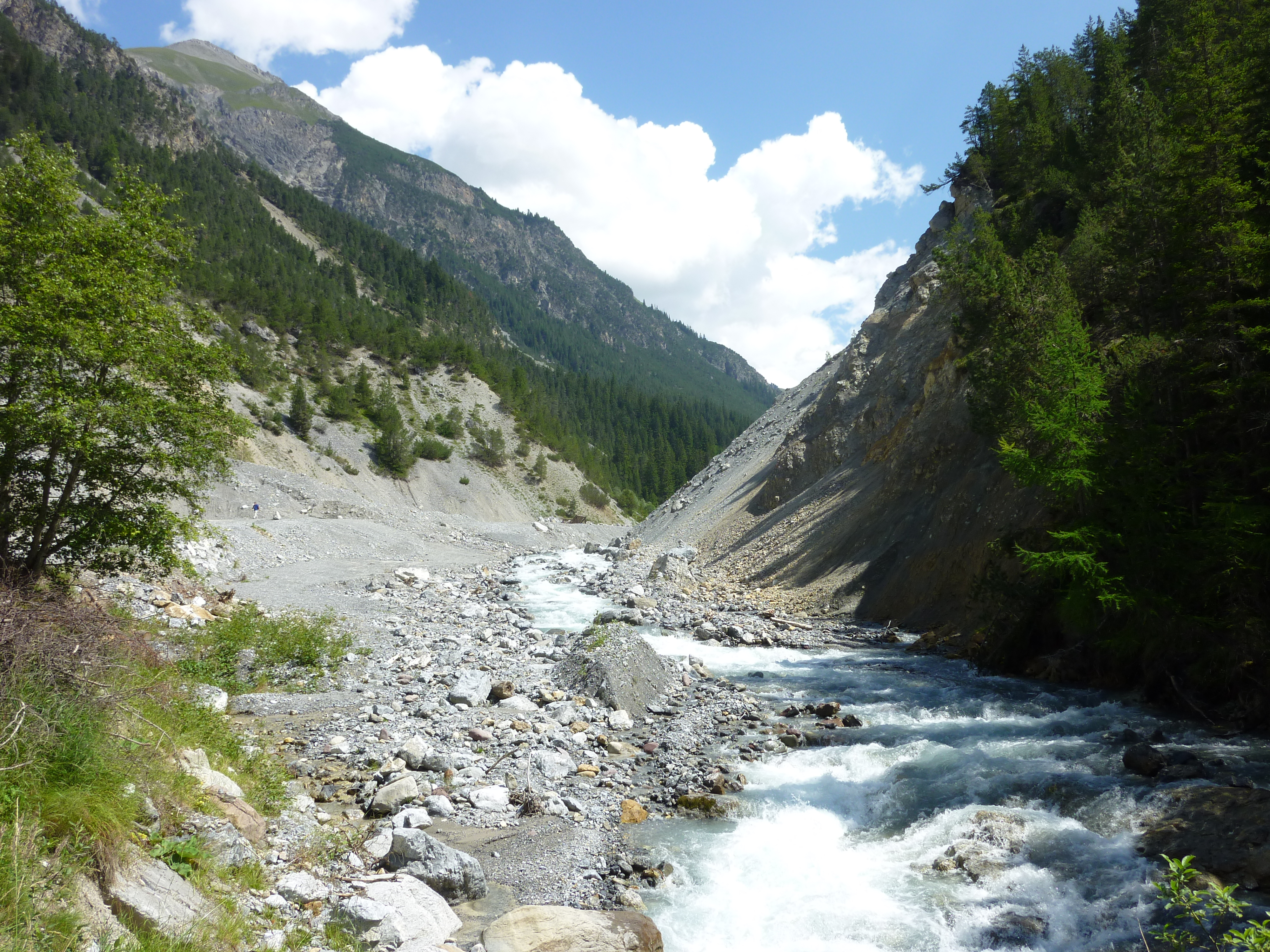

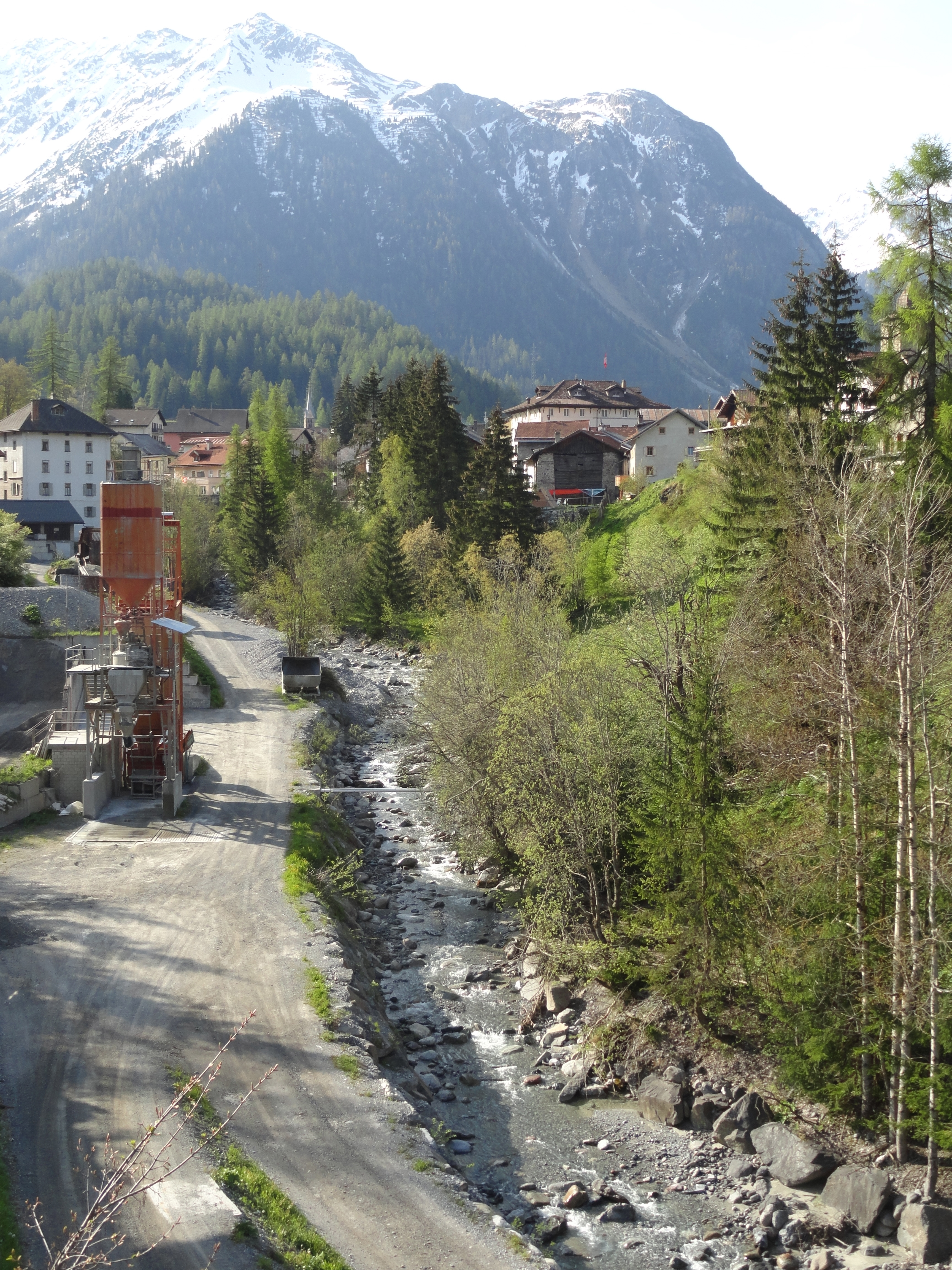

圖奧爾斯巴赫河是瑞士的河流，位於該國東南部，流經格勞賓登州，屬於阿爾布拉河的支流，河道全長7.3公里，流域面積56.8平方公里，河畔城鎮有貝爾金。